# Internacionalni park La Amistad
Internacionalni park La Amistad je međunarodno zaštićeno područje koji se nalazi u gorju Talamanca, kojeg dijele Kostarika i Panama; najveći je rezervat prirode u Srednjoj Americi u kojemu obitava oko 20% živih vrsta tog područja. Osnovan je kao zajednički nacionalni park Kostarike i Paname 3. ožujka 1979. godine, i kostarikanski dio je priznat kao rezervat biosfere 1982. god., te je upisan na UNESCO-ov popis mjesta svjetske baštine u Sjevernoj Americi 1983. godine kao jedino područje u Srednjoj Americi koje su oblikovali ledenjaci i najveće područje prašuma Kostarike i Paname u kojemu se mogu pronaći sve srednjoameričke velike mačke, ali i jedni od najstarijih dokaza ljudskog obitovanja u Srednjoj Americi. Panamski dio je dodan 1990. godine.

## Odlike
Internacionalni park La Amistad pokriva više od 401.000 hektara, uglavnom tropskih šuma nastalih tijekom ledenog doba prije 25.000 godina. Na području svih pet visinskih zona u tropima, nalaze se i ledenjačka jezera, te sub-alpske i paramo šume (srednjoamerički ekosustav alpske tundre), te hrastova šuma. Na planini Kamuk nalazi se najbogatija, a na Chirripou (Kostarika) najraznovrsnija prašuma, u kojoj ne postoje dokazi ikakvoga ljudskog djelovanja. Bioraznolikost ovog područja je neusporediva s bilo kojim zaštićenim područjem slične veličine u svijetu, uglavnom zbog djelovanja ledenjaka koji su omogućili interakciju biljnog svijeta Sjeverne i Južne Amerike, te zbog različitih klimatskih i edafoloških (biološke vrste tla) odlika.
Fauna u Internacionalnom parku La Amistad je iznimno raznolika. Tu obitavaju sve srednjoameričke velike mačke: jaguar, puma, ocelot, margaj (Leopardus wiedii) i jaguarundi (Puma yagouaroundi); te drugi sisavci kao što su: bairdov tapir (Tapirus bairdii), srednjoamarički majmun-vjeverica (Saimiri oerstedii), urlikavci (Alouatta), geoffroyev majmun pauk (Ateles geoffroyi); te ptice kao što su: orao harpija, golovrata pećinarka (Cephalopterus glabricollis), trošiba pećinarka (Procnias tricarunculata), grivasti orao (Morphnus guianensis), orao samac (Harpyhaliaetus solitarius), i narančastoprsni sokol (Falco deiroleucus).
Na ovom području nalazi se i nekoliko arheološka lokaliteta, uglavnom uz glavne vodene tokove. Oko 50 km od vulkana Barua u Panami otkriven je pretkeramički lokalitet s nalazima starima najmanje 12.000 godina. Njihova blizina drugim lokalitetima na pacifičkoj obali Kostarike, samo nekoliko km od La Amistada, govori o mogućnosti postojanja više lokaliteta ranih srednjoameričkih kultura.
God. 2006., britansko prirodoslovno udruženje Darwin Initiative je, u suadnji s Prirodoslovnim muzejom u Londonu, te državnim udruženjima INBio (Kostarika) i ANAM (Panama), organiziralo trogodišnje istraživanje ovog područja prilikom kojega je skupljen veliki broj primjeraka živih vrsta od kojih i 12 novootkrivenih: jedna vrsta bube, 15 vodozemaca i 3 reptila.

## Vanjske poveznice
- Web page of Darwin Initiative project on the biodiversity of La Amistad (engl.)
- Rapid Response 15. listopada 2010. (engl.)
- Galerija fotografija  Arhivirana inačica izvorne stranice od 9. veljače 2012. (Wayback Machine)

|  | Zajednički poslužitelj ima još gradiva o temi Internacionalni park La Amistad |